# 1952 у відеоіграх

## Події
- О.С.Дуглас створив першу у світі гру з графічним інтерфейсом під назвою OXO.

- Компанія Standard Games перейменована в «Service Games of Japan» (SEGA), а її головний офіс переміщений з Гонолулу в Токіо.